# Wilhelm Specht (Kaufmann)
Wilhelm Specht (* 19. Februar 1910 in Castrop-Rauxel; † 12. Juli 1986) war ein deutscher Unternehmer, Kaufmann und Verbandsfunktionär.

## Leben
Wilhelm Specht studierte von 1935 bis 1939 Wirtschaftswissenschaften (Dipl.-Kfm.) an der Universität zu Köln. Er war von 1939 bis 1942 Soldat im Zweiten Weltkrieg, parallel betrieb er eine Unternehmensberatung in Berlin.
Von 1945 bis 1950 war Specht Geschäftsführer der Getreide-Handelsges. mbH in Duisburg. 1950 gründete er die Getreide-Import-Gesellschaft mbH in Duisburg und war dessen geschäftsführender Vorstand. Er war zudem Vorsitzender der Getreide- und Warenbörse Rhein-Ruhr Duisburg-Essen e.V. in Duisburg. Er war Vorsitzender der Geschäftsführung der Rheinisch-Westfälischer Getreidehändler e.V. in Dortmund. Specht war Vorstandsmitglied des Bundesverband Großhandel, Außenhandel, Dienstleistungen in Bonn.
1968 wurde Wilhelm Specht vom Kardinal-Großmeister Eugène Kardinal Tisserant zum Ritter des Ritterordens vom Heiligen Grab zu Jerusalem ernannt und am 12. Dezember 1968 im Mailänder Dom in den Orden investiert. Er war Kollar-Ritter al merito des Ordens. 
Er war verheiratet mit Elisabeth geb. Rhombeck.

## Ehrungen und Auszeichnungen
- Ritter vom Heiligen Grab (1968)
- Großes Bundesverdienstkreuz (1970)[2][1]
- Großes Bundesverdienstkreuz mit Stern (1975)[1]